# Фатеев, Сергей Александрович
Фатеев Сергей Александрович (10 мая 1941, Тюмень — 14 октября 2006, там же) — известный российский тележурналист и радиожурналист, первый сотрудник Гостелерадио СССР в Тюмени, председатель Союза журналистов Тюменской области, первый генеральный директор информационного агентства «Сибинформбюро» и телекомпании «Ладья», представитель большой журналистской династии Фатеевых.
Широкую известность получил в 1992 г., освещая необъявленную войну в Приднестровье. Своими ежедневными репортажами по Первому каналу российского телевидения способствовал принятию решения о вмешательстве России в Приднестровский конфликт.
В журналистику пришел в 1958 г. в должности штатного сотрудника Тюменского областного радио. В мае 1960 г. включен в состав Союза журналистов СССР.
В 1960—1965 гг. учился на факультете журналистики Уральского государственного университета в г. Свердловске. 1 июля 1965 г., сразу же по окончании университета, был принят в качестве заведующего корреспондентским пунктом Гостелерадио при СМ СССР в Тюмени. Многие репортажи Сергея Фатеева, посвященные открытию крупнейших мировых месторождений нефти и газа, освоению севера Западной Сибири, вошли в «золотой фонд» Гостелерадио.
С 1974 по 1983 годы трудился в должности заместителя председателя комитета по телевидению и радиовещанию Тюменского облисполкома.
В 1983 г. вернулся в собкоровскую сеть Гостелерадио СССР. Работал в Карелии, Одессе, Нагорном Карабахе и Приднестровье.
В 1994 г. вернулся в Тюмень. До декабря 2003 г. работал заведующим Тюменским и Курганским корпунктом радио «Маяк», а также ОРТ.
С апреля 1997 г. по совместительству учредитель и создатель, зам. генерального директора, с июля 1998 по июнь 2001 г. — генеральный директор, председатель совета директоров информационного агентства «Сибинформбюро» — телекомпания «Ладья».
С 1999 года — старший преподаватель кафедры журналистики, а с марта 2003 г. доцент Тюменского государственного университета. В январе 2004 года официально принят на работу и зачислен в штат отделения журналистики филологического факультета ТюмГУ на должность доцента кафедры журналистского мастерства.
В апреле 1999 г. на учредительной конференции Сергей Фатеев был избран председателем РОО «Союз журналистов Тюменской области». Решением секретариата Союза журналистов России в 2000 г. принят в состав Федеративного Совета СЖР. По его инициативе, под его руководством, при его непосредственном участии с 2000 г. впервые были учреждены и успешно проведены областные фестивали Тюменской прессы, многие творческие конкурсы, учреждены почетные звания и знаки отличия лучшим мастерам пера и микрофона, ветеранам журналистики Тюменской области.
В 2005 г. по предложенному Сергеем Фатеевым проекту была организована и успешно проведена с его участием первая в России международная журналистская экспедиция «Сибирь — будущее России» по маршруту Тюмень-Тобольск-Сургут-Ханты-Мансийск, получившая широкий отклик в российской, региональной и зарубежной прессе.
Указом Президента Российской Федерации от 06 мая 1999 года награждён медалью ордена «За заслуги перед Отечеством 2-й степени» за достижения в области культуры и в связи с 75-летием отечественного радиовещания.